# 1818 год в музыке

## События
- 14 февраля
  - Тринадцатилетний Михаил Глинка начинает учёбу в Благородном интернате, входящем в состав Главного педагогического института, Санкт-Петербург.[1]
  - Людвиг ван Бетховен и Антонио Сальери (67) в своих статьях, опубликованных в венских журналах, рекомендуют использовать новое изобретение Иоганна Непомука Мельцеля — метроном.[1]
- 24 февраля — Семилетний Фридерик Шопен впервые выступает на публике, приняв участие в фортепианном концерте чешского композитора Адальберта Гировца, организованном графиней Софией Замойской[англ.] в интересах её Варшавского благотворительного общества. Концерт прошёл во Французском театре дворца Радзивиллов в Варшаве.[1]
- 1 марта — В Вене состоялось первое публичное исполнение Увертюры в итальянском стиле Франца Шуберта. Это первая инструментальная работа Шуберта, которая была представлена публично.[1]
- 5 марта — Франц Шуберт подал заявку на участие в венском Обществе друзей музыки[нем.] в качестве аккомпаниатора, но был отвергнут, так как правила общества запрещают участвовать в его работе профессионалам.[1]
- 20 марта — В Париже сгорело здание второго театра «Одеон».[2][3]
- 2 мая — В венецианском театре «Сан-Бенедетто» состоялся бенефис Эстер Момбелли[итал.], на котором она впервые исполнила инсценированный монолог Джоаккино Россини «Смерть Дидоны», написанный семью годами ранее. «Гадзетта привиледжата ди Венеция» раскритиковала премьеру: «Поэзия ниже всякой критики, музыка ничего собой не представляет, исполнение посредственное».[4]
- Май — В Дюссельдорфе состоялся первый Музыкальный фестиваль Нижнего Рейна[нем.]. Главными событиями стали исполнение ораторий Йозефа Гайдна «Сотворение мира[нем.]» и «Времена года». Фестиваль был одним из самых важных событий XIX и XX веков в области классической музыки, и проходил 112 раз с перерывами на войны ежегодно с 1818 по 1958 год по очереди в крупнейших городах Рейнской области.
- 10 июня — Театр «Нуово»[итал.] в Пезаро (Папская область) открывается оперой Джоаккино Россини «Сорока-воровка», поставленной композитором в родном городе (театр позже будет переименован в его честь).[5]
- 20 июля — Николо Паганини становится членом Болонской филармонической академии.[1]
- 7—8 сентября — Музыкальный фестиваль к 300-летию Реформации в Церкви Святого Михаила в Гамбурге, на котором исполняются «Мессия» Генделя и «Реквием» Моцарта.[6][7] Участвующие хоры подготовлены Луизой Рейхардт[нем.].[1]
- 18 сентября — Королевский театр[англ.] в Эдинбурге стал первым в Шотландии театром с газовым освещением.[1]
- 20 сентября — В Дрездене впервые исполнены два произведения Вебера, посвящённые 50-летия со дня рождения короля Фридриха Августа, «Юбилейная кантата», J 244, и «Юбилейная увертюра», J 245.[1]
- 11 октября — В Штульвайсенбург (ныне Секешфехервар) впервые исполняется Ouvertüre über ungarische Nationalweisen Генриха Августа Маршнера, написанную для открытия нового театра. Венгерская аудитория с восторгом восприняла увертюру, услышав национальную тему.[1]
- 12 октября — В Мюнхене представлением «Die Weihe» Фердинанда Френцла[англ.] открывается первый Национальный театр в качестве дома для Баварской государственной оперы.
- 22 октября — В свой седьмой день рождения Ференц Лист сопровождает отца Адама в деловой поездке к торговцу Рубену Хиршлеру в Лакенбахе. Адам просит дочь Хиршлера сыграть для сына на новом фортепьяно. Ференц был настолько поражён музыкой, что начинает плакать. Хиршлер отдаёт фортепьяно мальчику.[8]
- 28 октября — В Берлине состоялось первое публичное выступление девятилетнего Феликса Мендельсона.[1]
- 12 ноября — Иоганн Непомук Гуммель наконец-то добивается своего увольнения с должности придворного капельмейстера в Штутгарте.[1]
- 14 ноября — В «Театро Сан-Лука» (Венеция) впервые поставлена опера Гаэтано Доницетти, «Генрих Бургундский[англ.]» на слова Мерелли.[1]
- 24 декабря — Рождественская песнь «Тихая ночь» на слова священника Йозефа Мора и музыку органиста Франца Ксавьера Грубера, впервые исполняется в приходской церкви Святого Николауса в Оберндорф-бай-Зальцбурге (Австрия).
- Иоганн Непомук Шельбле[англ.] основал во Франкфурте Общество св. Цецилии, которое занималось популяризацией классической музыки.
- Людвиг ван Бетховен получает в дар молоточковое фортепиано от Томаса Бродвуда из лондонской фортепианной фирмы «Джон Бродвуд и сыновья».[9]
- Завершена реконструкция оперного театра в Тулузе Театр-дю-Капитоль[фр.].
- После объединения двух хоровых коллективов создана Лейпцигская певческая академия.[10]

## Песни
- Карл Мария фон Вебер — песня для тенора и баса Sei gegrüsst, Frau Sonne, mir.[11]
- Франц Ксавьер Грубер — рождественский гимн «Тихая ночь».[12]
- Карл Лёве — «Лесной царь» по одноимённой балладе Гёте (опубликована в 1824) и «Эдвард» (перевод шотландской баллады).
- Уильям Блейкер[англ.] — «Малиновое знамя[англ.]», также известная как «Восемнадцатое декабря» и «Не сдаваться!», ставшая традиционной песней ирландских протестантов-лоялистов.
- Фиби Хинсдейл Браун[англ.] — христианский гимн I love to steal awhile away[англ.].
- Эрик Густав Гейер — «Залив, мимолетные воспоминания о времени[швед.]», написана в честь 100-й годовщины со дня смерти Карла XII.

## Классическая музыка
- Карл Мария фон Вебер — кантата «Природа и любовь», J. 241; Трио для флейты, виолончели и фортепиано соль минор, Op. 63, J. 259[англ.]; Святая месса № 1 ми-бемоль мажор, J. 224; «Юбилейная кантата», J. 244; «Юбилейная увертюра», J. 245.
- Франц Шуберт — Симфония № 6 до мажор, D. 589[англ.]; Увертюра в итальянском стиле ре мажор, D. 590; Полонез для скрипки с оркестром си-бемоль мажор, D. 580; «Три военных марша[англ.]».
- Людвиг ван Бетховен — Соната для фортепиано № 29; «25 шотландских песен[англ.]».
- Франц Данци — Концертная симфония си-бемоль мажор для кларнета, фагота и оркестра, P. 227; Соната фа мажор для фортепиано и бассетгорна (или виолончели), соч. 62, P. 258
- Генрих Август Маршнер — Ouvertüre über ungarische Nationalweisen.
- Симон Майр — кантата «Ариадна на Наксосе».[1]
- Луи Шпор — Струнный квартет № 11 ми мажор[англ.].
- Никколо Паганини — Концерт для скрипки с оркестром № 1.
- Антонио Сальери — Do re mi fa для хора.
- Луиджи Керубини — Торжественная месса ми мажор.

## Опера
| - Франсуа-Адриен Буальдьё — «Красная шапочка» - Фердинан Герольд — «Первый посетитель, или шесть мест». - Генрих Август Маршнер — «Сайдар и Зулима, Или Любовь и щедрость». - Микеле Карафа — «Береника в Сирии». - Уильям Майкл Рук — «Эмилия, или Проверка любви». - Карло Кочча — «Каритея, королева Испании». - Джоаккино Россини - «Моисей в Египте» - «Риччардо и Зораида» - «Адина, или Калиф Багдадский» | - Гаэтано Доницетти - «Сумасбродство» - «Генрих Бургундский» - Генри Роули Бишоп - «Фасио» - «Декабрь и май» - «Зума, или Древо здоровья» - «Возмездие или Дочь вождя» - «Бургомистр Саардама, или Два Питерса» - «Прославленный путешественник, или кузницы Канзеля» |

## Родились
- 6 февраля — Анри Литольф, французский пианист-виртуоз, композитор, капельмейстер и издатель (ум. в 1891).
- 2 марта — Джулио Бриччальди, итальянский флейтист-виртуоз и композитор (ум. в 1881).
- 19 апреля — Саумель Робредо, Мануэль, кубинско-испанский пианист и композитор, музыкальный критик и педагог, много сделавший для развития креольской музыки (ум. в 1870).
- 17 июня — Шарль Франсуа Гуно, французский композитор, музыкальный критик, писатель-мемуарист, основатель жанра французской лирической оперы (ум. в 1893).
- 1 июля — Генриетта Каролина Йозефа Трефц-Халупецкая, австрийская оперная певица (меццо-сопрано), первая супруга Иоганна Штрауса-младшего (ум. в 1878).
- 12 сентября — Теодор Куллак, немецкий пианист и композитор, музыкальный педагог и издатель (ум. в 1882).
- 15 октября — Александр Драйшок, чешский пианист и композитор (ум. в 1869).
- 26 октября — Стефано Голинелли, итальянский пианист, музыкальный педагог и композитор (ум. в 1891).

## Умерли
- 1 февраля — Джузеппе Гаццанига, итальянский композитор неаполитанской школы, считается одним из последних итальянских оперных буфф-композиторов (род. в 1743).
- 20 марта — Иоганн Николаус Форкель, немецкий композитор и музыковед (род. в 1749).
- 28 марта — Антонио Капуцци[итал.], итальянский скрипач и композитор (род. в 1755).
- 7 мая — Леопольд Кожелух, чешский композитор (род. в 1747).
- 10 мая — Грета Натерберг[швед.], шведская исполнительница народных песен (род. в 1772).
- 18 мая — Магдалена Лаура Сирмен, итальянская скрипачка, оперная певица, композитор и музыкальный деятель (род. в 1745).
- 25 августа — Элизабет Биллингтон[англ.], британская оперная певица (род. в 1765 или 1768).
- Декабрь — Михаил Францевич Керцелли, российский пианист, скрипач и композитор итальянского происхождения (род. ок. 1740).
- 31 декабря — Жан-Пьер Дюпор, французский виолончелист и композитор (род. в 1741).